# Robert Ruffi
Robert Ruffi (Marsella, 1542 - ?) fou un escriptor occità. Treballà de notari des del 1568 i fou secretari del Consell de la Vila, de manera que restà unit al destí de la ciutat. Carles Calsaulx el va fer arxiver oficial i fou encarregat de la traducció dels arxius municipals al francès. Escriví poemes exaltant la república de Marsella, influït per Joan de Nòstra Dama amb Contradiccions d'amor, sota influència francesa.